# 楊明哲
楊明哲（1997年1月29日—），台灣男子羽毛球選手，專攻雙打項目，畢業於臺北市立大學競技運動訓練研究所，現為合作金庫羽球隊隊員。

## 簡歷
楊明哲與柏禮維自國一開始便搭檔男雙，他負責後場重殺，搭檔則主攻前場。
2014年2月，楊明哲代表中華台北参加中国举办的亞洲青年羽毛球錦標賽，随队赢得团体赛季军。同年9月，他與柏禮維出戰奧克蘭羽毛球國際賽，在男双决赛以3比2（8-11、5-11、11-8、11-9、11-6）击败了跨国组合的（荷兰：鲁德·博世/台灣：田子傑），夺得其首个国际赛双打冠军。
2015年9月，楊明哲分别与柏禮維以及陳菀婷出战奧克蘭羽毛球國際賽，在男双决赛以0比2（7-21、12-21）不敌马来西亚的Darren Isaac Devadass/Vountus Indra Mawan，赢得亚军；而混双準决赛以0比2（19-21、18-21）不敌队友的吳沅錚/張莘恬。同年11月，他代表中華台北参加秘魯利馬举办的世界青年羽毛球錦標賽，随队赢得团体赛季军。
2016年9月，楊明哲與李佳馨出戰雪梨羽毛球國際賽，在混双决赛以2比0（21-13、22-20）击败了韩国的Jung Young Keun/金羅英。同期9月，他与柏禮維出战越南羽毛球國際系列賽，在男双準决赛以0比2（17-21、11-21）不敌赛会2号种子、越南的杜俊德/范鴻南。
2017年4月，楊明哲與柏禮維出战芬蘭羽毛球公開賽，在男双準决赛以1比2（21-19、19-21、20-22）不敌日本的權藤公平/渡邊達哉。
2018年3月，楊明哲與柏禮維出战越南羽毛球國際挑戰賽，在男双準决赛以0比2（21-23、12-21）不敌赛会5号种子、泰国的玛尼蓬·宗集/南塔卡恩·耶特派颂。
自2022年起，楊明哲與邱相傑組成男雙搭檔參加國際賽，在波昂國際賽、波蘭國際賽、克羅地亞國際賽、荷蘭公開賽四站奪冠，丹麥大師賽、保加利亞國際賽、捷克公開賽三站獲亞。

## 主要比賽成績
只列出曾進入準決賽的國際賽事成績：
| 年份   | 賽事                   | 公開賽級別 | 項目     | 搭檔   | 成績   |
| ------ | ---------------------- | ---------- | -------- | ------ | ------ |
| 2014年 | 亞洲青年羽毛球錦標賽   | 其他       | 混合團體 | －     | 季軍   |
| 2014年 | 奧克蘭羽毛球國際賽     | 國際系列賽 | 男子雙打 | 柏禮維 | 冠軍   |
| 2015年 | 奧克蘭羽毛球國際賽     | 國際系列賽 | 男子雙打 | 柏禮維 | 亞軍   |
| 2015年 | 奧克蘭羽毛球國際賽     | 國際系列賽 | 混合雙打 | 陳菀婷 | 準決賽 |
| 2015年 | 世界青年羽毛球錦標賽   | 其他       | 混合團體 | －     | 季軍   |
| 2016年 | 雪梨羽毛球國際賽       | 國際系列賽 | 混合雙打 | 李佳馨 | 冠軍   |
| 2016年 | 越南羽毛球國際系列賽   | 國際系列賽 | 男子雙打 | 柏禮維 | 準決賽 |
| 2017年 | 芬蘭羽毛球公開賽       | 國際挑戰賽 | 男子雙打 | 柏禮維 | 準決賽 |
| 2018年 | 越南羽毛球國際挑戰賽   | 國際挑戰賽 | 男子雙打 | 柏禮維 | 準決賽 |
| 2018年 | 中國陵水羽毛球大師賽   | 超級100賽  | 男子雙打 | 柏禮維 | 準決賽 |
| 2018年 | 世界大学生羽毛球锦标赛 | 其他       | 混合團體 | －     | 季軍   |
| 2018年 | 世界大学生羽毛球锦标赛 | 其他       | 男子雙打 | 柏禮維 | 季軍   |
| 2018年 | 世界大学生羽毛球锦标赛 | 其他       | 混合雙打 | 張莘恬 | 冠軍   |
| 2022年 | 意大利羽毛球國際賽     | 國際挑戰賽 | 男子雙打 | 邱相榤 | 準決賽 |
| 2022年 | 丹麥羽毛球大師賽       | 國際挑戰賽 | 男子雙打 | 邱相榤 | 亞軍   |
| 2022年 | 波恩羽毛球國際賽       | 未來系列賽 | 男子雙打 | 邱相榤 | 冠軍   |
| 2022年 | 比利時羽毛球國際賽     | 國際挑戰賽 | 男子雙打 | 邱相榤 | 準決賽 |
| 2022年 | 波蘭羽毛球國際賽       | 國際系列賽 | 男子雙打 | 邱相榤 | 冠軍   |
| 2022年 | 克羅地亞羽毛球國際賽   | 未來系列賽 | 男子雙打 | 邱相榤 | 冠軍   |
| 2022年 | 保加利亞羽毛球國際賽   | 未來系列賽 | 男子雙打 | 邱相榤 | 亞軍   |
| 2022年 | 荷蘭羽毛球公開賽       | 國際挑戰賽 | 男子雙打 | 邱相榤 | 冠軍   |
| 2022年 | 捷克羽毛球公開賽       | 國際系列賽 | 男子雙打 | 邱相榤 | 亞軍   |
| 2022年 | 捷克羽毛球公開賽       | 國際系列賽 | 混合雙打 | 汪郁乔 | 準決賽 |

| 2007-2017年 | 首要超級賽 | 超級賽 | 黃金大獎賽 | 大獎賽 | 國際挑戰賽 | 國際系列賽 | 未來系列賽 | 其他 |

| 2018-2026年 | 總決賽 | 超級1000賽 | 超級750賽 | 超級500賽 | 超級300賽 | 超級100賽 | 國際挑戰賽 | 國際系列賽 | 未來系列賽 | 其他 |